# SN 2011dy
SN 2011dy – supernowa typu II odkryta 28 czerwca 2011 roku w galaktyce UGC 12628. W momencie odkrycia miała maksymalną jasność 16,80m.